# Oh My God (Adele)
Oh My God è un singolo della cantautrice britannica Adele, pubblicato il 29 novembre 2021 come secondo estratto dal quarto album in studio 30.

## Descrizione
Il brano è stato scritto dalla stessa interprete assieme al produttore Greg Kurstin. Musicalmente è stato descritto dalla critica specializzata come un pezzo R&B e dance pop, mentre il testo parla della stessa Adele che ha «voglia di divertirsi una volta tanto» quando in realtà dà l'impressione che non ne abbia mai avuto la possibilità.

## Accoglienza
Mary Siroky e Glenn Rowley di Consequence hanno eletto Oh My God come canzone della settimana, definendola «rinfrescante». David Cobbald di Line of Best Fit ha invece indicato la sua presenza nell'album come «discutibile».

## Video musicale
Il video musicale è stato reso disponibile il 12 gennaio 2022 ed è stato diretto da Sam Brown, che aveva già collaborato con la cantante nel 2010 per la clip di Rolling in the Deep.

## Successo commerciale
Nella Official Singles Chart britannica la canzone ha debuttato seconda con 53 429 unità, bloccato alla vetta dal singolo apripista di 30, Easy on Me, segnando il decimo ingresso in top ten dell'artista in madrepatria. Negli Stati Uniti Oh My God è divenuto l'ottavo singolo in top ten di Adele, aprendo al numero cinque della Billboard Hot 100 con 24,2 milioni di streams, 3 300 download digitali e 6,8 milioni di ascoltatori raggiunti via radio.

## Classifiche

### Classifiche settimanali
| Classifica (2021-22) | Posizione massima |
| -------------------- | ----------------- |
| Australia            | 6                 |
| Austria              | 17                |
| Belgio (Fiandre)     | 12                |
| Belgio (Vallonia)    | 2                 |
| Canada               | 8                 |
| Croazia              | 5                 |
| Danimarca            | 11                |
| Finlandia            | 6                 |
| Francia              | 48                |
| Germania             | 24                |
| Grecia               | 7                 |
| Irlanda              | 3                 |
| Islanda              | 4                 |
| Italia               | 62                |
| Libano               | 19                |
| Lituania             | 3                 |
| Norvegia             | 6                 |
| Nuova Zelanda        | 4                 |
| Paesi Bassi          | 6                 |
| Perù                 | 140               |
| Polonia              | 31                |
| Portogallo           | 10                |
| Regno Unito          | 2                 |
| Repubblica Ceca      | 28                |
| Singapore            | 9                 |
| Slovacchia           | 26                |
| Spagna               | 38                |
| Stati Uniti          | 5                 |
| Sudafrica            | 9                 |
| Svezia               | 2                 |
| Svizzera             | 7                 |
| Ungheria             | 20                |

### Classifiche di fine anno
| Classifica (2022) | Posizione |
| ----------------- | --------- |
| Belgio (Fiandre)  | 79        |
| Belgio (Vallonia) | 21        |
| Canada            | 44        |
| Francia           | 178       |
| Islanda           | 62        |
| Stati Uniti       | 72        |

## Date di pubblicazione
| Paese                 | Data             | Formato                  | Note   |
| --------------------- | ---------------- | ------------------------ | ------ |
| Stati Uniti d'America | 29 novembre 2021 | Adult contemporary radio | [ 17 ] |
| Stati Uniti d'America | 30 novembre 2021 | Contemporary hit radio   | [ 44 ] |
| Italia                | 14 gennaio 2022  | Contemporary hit radio   | [ 45 ] |